# Microcar

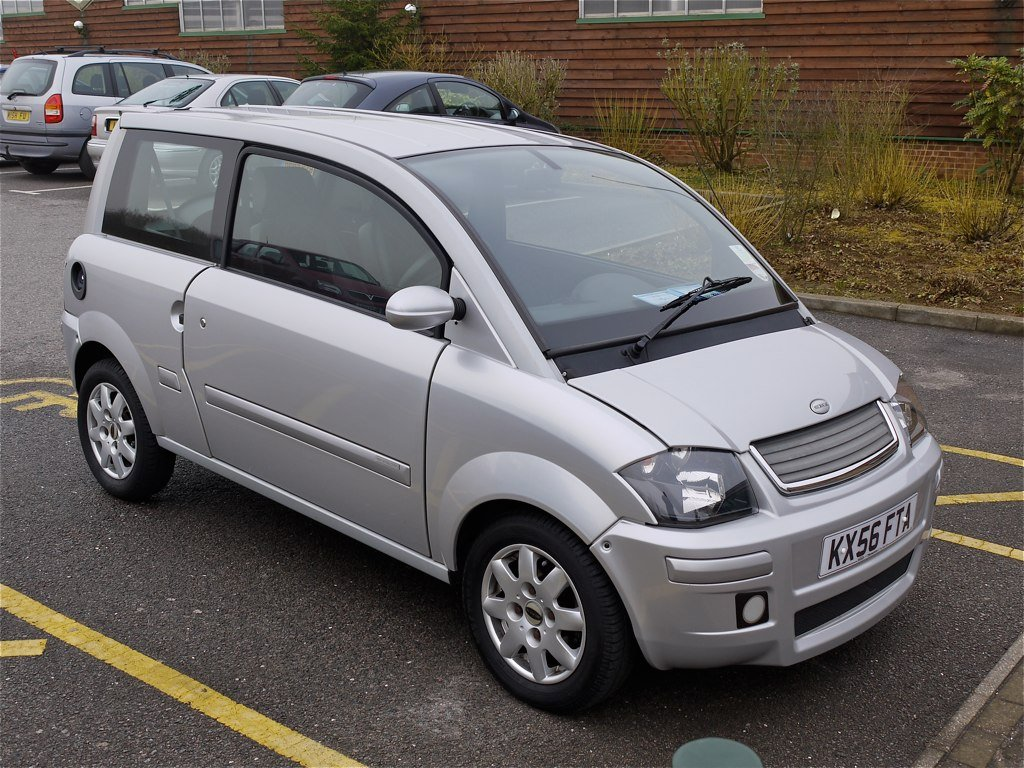
Microcar MC2

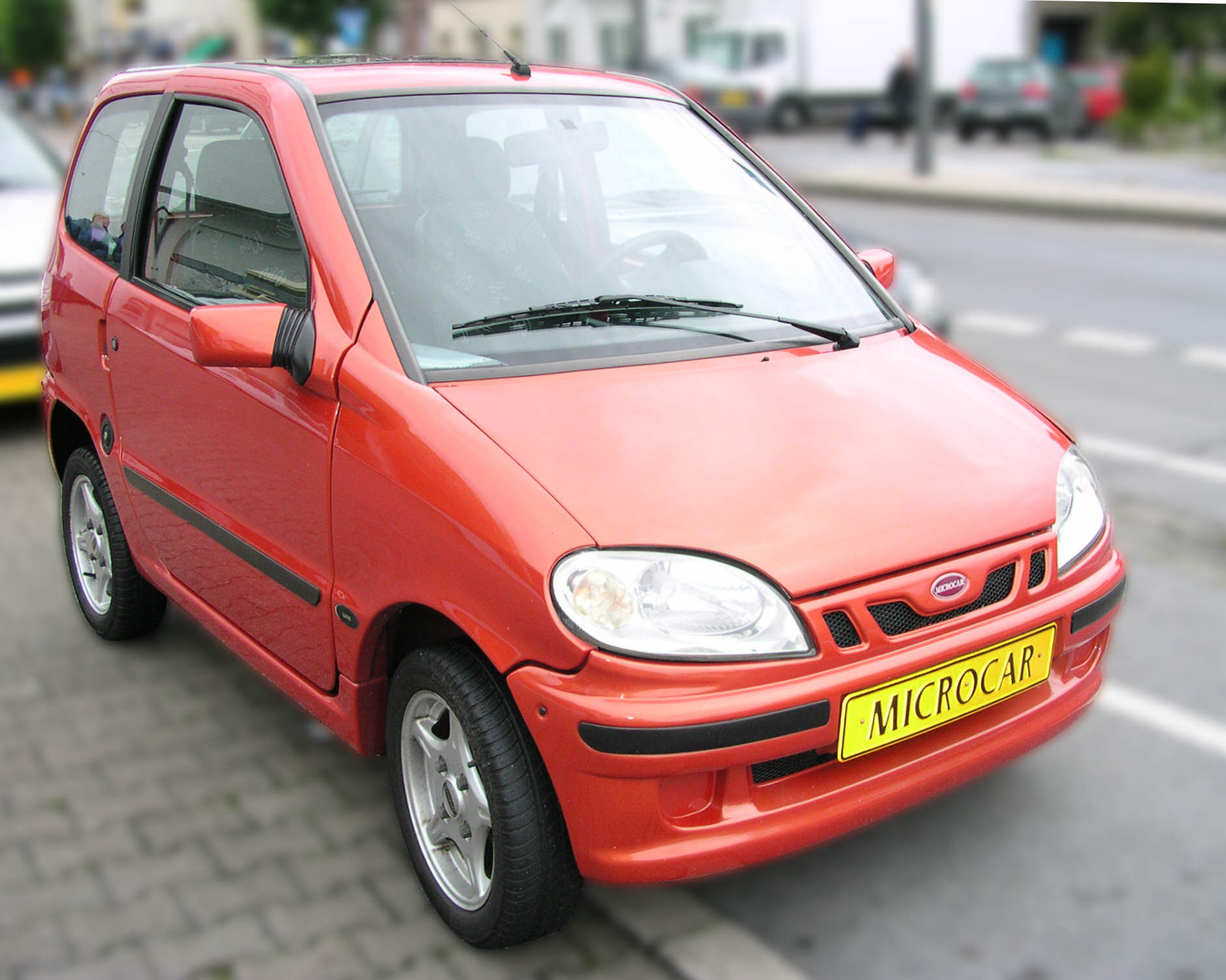
Microcar Virgo

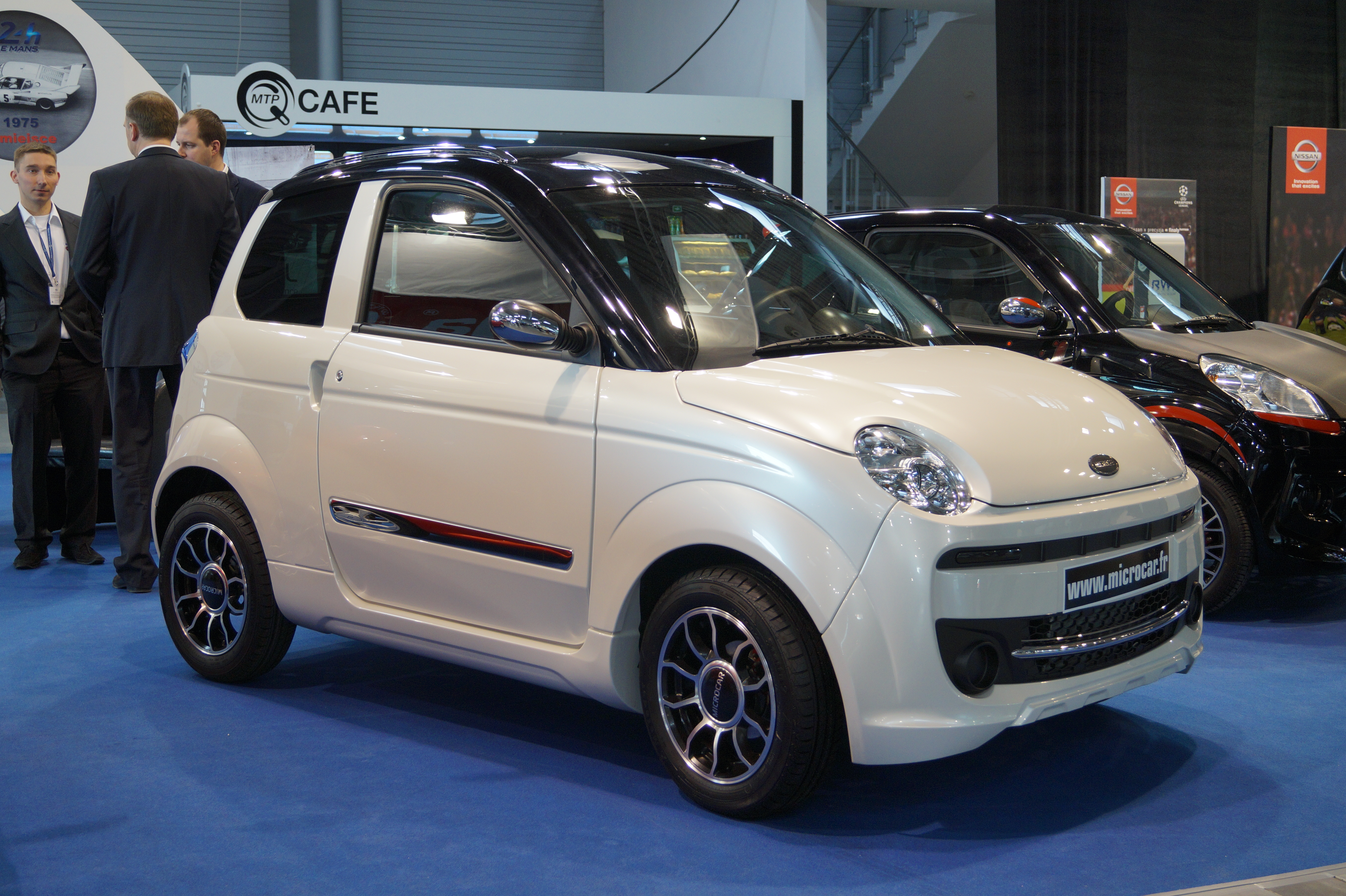
Microcar M.GO

Microcar S.A.S – francuska firma motoryzacyjna specjalizująca się w produkcji mikrosamochodów.
Firma Microcar powstała w 1984 roku i od początku działalności zajmowała się produkcją małych aut przeznaczonych dla osób nie posiadających uprawnień do prowadzenia standardowych samochodów oraz dla młodzieży.
W 1995 roku spółka została przejęta przez Grupę Beneteau (producenta luksusowych jachtów, łodzi motorowych, katamaranów, czy inteligentnych domów). Ponad 100 lat doświadczenia na rynku oraz wysokie standardy funkcjonowania firmy szybko przyniosły efekty – pojazdy Microcar zyskały nową jakość i stały się liderem w zakresie innowacji na rynku.
W 2008 Spółka została przejęta przez grupę Driveplanet – w której jednym z głównych akcjonariuszy jest konkurent Spółka Ligier. Obecnie obie firmy wspólnie posiadają ponad 40% rynku i wspólnie rozwijają swoje produkty.

## Modele
Osobowe
- Due
  - Due Dynamic
  - Due Fun
  - Due Initial
  - Due Premium
- Lyra
- Virgo II
- Virgo III
- MC1
- MC2
- MC2 Family
- M.Go
  - M.GO S
  - M.GO SX
  - M.GO SXI
  - M.GO Electric

Dostawcze
- Sherpa